# Kitaakita-gun

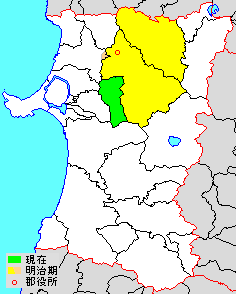
Ursprüngliches (gelb) und heutiges Gebiet (grün) von Kita-Akita in Akita

Kita-Akita (jap. 北秋田郡 Kita-Akita-gun), Nord-Akita, ist seit 1879 ein Landkreis (-gun) der nordjapanischen Präfektur (-ken) Akita. Seit dem 20. Juni 2005 besteht er nur noch aus einer einzigen Gemeinde, dem Dorf (-mura) Kami-Koani.
Kita-Akita entstand 1879 bei der Teilung des antiken Kreises Akita von Ugo in die Kreise Nord- (Kita-) und Süd-Akita (Minami-Akita-gun). Bei der Einführung der modernen Gemeinden 1889 wurde Nord-Akita in zwei Städte (-machi) und 29 Dörfer eingeteilt. Seit Mitte des 20. Jahrhunderts ging der Großteil des Landkreises schrittweise in den kreisfreien Städten (-shi) Ōdate (ab 1951) und Kita-Akita (ab 2005) auf.

## Gemeinden 1889

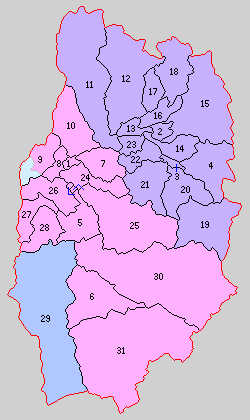

| - 1 鷹巣村 Takanosu-mura - 2 大館町 Ōdate-machi - 3 扇田村 Ōgida-mura - 4 十二所町 Jūnisho-machi - 5 米内沢村 Yonaizawa-mura - 6 阿仁銅山村 Ani-Dōzan-mura - 7 栄村 Sakae-mura - 8 坊沢村 Bōzawa-mura | - 9 七座村 Nanakura-mura - 10 綴子村 Tsuzureko-mura - 11 早口村 Hayaguchi-mura - 12 山瀬村 Yamase-mura - 13 下川沿村 Shimo-Kawazoi-mura - 14 上川沿村 Kami-Kawazoi-mura - 15 長木村 Nagaki-mura - 16 釈迦内村 Shakkanai-mura | - 17 花岡村 Hanaoka-mura - 18 矢立村 Yatate-mura - 19 大葛村 Ōkuzo-mura - 20 東館村 Higashidate-mura - 21 西館村 Nishidate-mura - 22 二井田村 Niida-mura - 23 真中村 Manaka-mura - 24 沢口村 Sawaguchi-mura | - 25 七日市村 Nanukaichi-mura - 26 大野村 Ōno-mura - 27 落合村 Ochiai-mura - 28 下小阿仁村 Shimo-Koani-mura - 29 上小阿仁村 Kami-Koani-mura - 30 前田村 Maeda-mura - 31 荒瀬村 Arase-mura |